# Harry Potter och halvblodsprinsen (film)
Harry Potter och Halvblodsprinsen är en brittisk fantasyfilm som hade premiär 15 juli 2009 i Sverige. Den är baserad på boken med samma namn, skriven av J.K. Rowling. Filmen är den sjätte i Harry Potter-filmserien. Filmen regisserades av David Yates, som även regisserade Harry Potter och Fenixorden och hade premiär den 6 juli i Japan, den 7 juli i Storbritannien och den 8 juli i USA. I de flesta andra länder hade filmen premiär drygt en vecka senare. Filmen släpptes på DVD den 23 november 2009 i Sverige. Det var också den första filmen som inte har dubbats till svenska.

## Produktion

### Scenografi
Stuart Craig, produktionsdesigner för filmen, gjorde scenerna där filmen utspelas. Exempelvis byggde han upp Astronomitornet, där filmens klimax utspelas.

## Rollista i urval
- Harry Potter - Daniel Radcliffe
- Albus Dumbledore - Michael Gambon
- Hermione Granger - Emma Watson
- Ron Weasley - Rupert Grint
- Draco Malfoy - Tom Felton
- Severus Snape - Alan Rickman
- Horace Snigelhorn - Jim Broadbent
- Bellatrix Lestrange - Helena Bonham Carter
- Neville Longbottom - Matthew Lewis
- Luna Lovegood - Evanna Lynch
- Nymphadora Tonks - Natalia Tena
- Remus Lupin - David Thewlis
- Ginny Weasley - Bonnie Wright
- Lavender Brown - Jessie Cave
- Narcissa Malfoy - Helen McCrory
- Regulus Black - Tom Moorcroft